# 미즈호 파이낸셜 그룹
주식회사 미즈호 파이낸셜 그룹(일본어: 株式会社みずほフィナンシャルグループMizuho Financial Group, Inc.)은 도쿄도 지요다구에 본사를 둔 일본의 주요 금융 지주 회사이다. 약어는 MHFG이다.

## 같이 보기
- 일본의 은행 목록